# Джерімая Горрокс
Джерімая Горрокс (англ. Jeremiah Horrocks, лат. Jeremiah Horrox; 1618 — 3 січня 1641) — англійський астроном.

## Біографія
У 1632—1635 навчався в коледжі Еммануеля в Кембриджі. Потім працював домашнім учителем у Токстет-Парку і в Гулі, невеликих селах поблизу Ліверпуля. Самостійно познайомився з основними астрономічними працями давнини і свого часу.
За своє недовге життя Горрокс звертався до багатьох проблем астрономії. Він був невтомним і старанним спостерігачем, який прагнув до найбільшої точності результатів. Виходячи з уявлення Йоганна Кеплера про сили, що визначають рух планет навколо Сонця, розвинув власну динамічну модель Сонячної системи, згідно з якою планети завжди притягуються до Сонця і (всупереч поглядам Кеплера) ніколи не відштовхуються ним. Горрокс вважав також, що планети відчувають тяжіння одна до одної і чинять притягальний вплив на Сонце і лише завдяки своїй великій масі воно залишається нерухомим. Горрокс переглянув таблиці планетних рухів, у тому числі «Рудольфові таблиці» Кеплера, виправив у них помилки, поліпшив точність; заново визначив елементи орбіт планет. Передбачив проходження Венери по диску Сонця у грудні 1639, переобчислив момент проходження і був першим астрономом, котрий спостерігав це явище. При цьому він досить точно визначив видимий діаметр планети (1'16"±4") і елементи її орбіти, а також значення паралаксу Сонця (14"), яке протягом тривалого часу залишалося найкращим. Одним із найважливіших досягнень Горрокса були поліпшення, внесені в теорію руху Місяця. Як і Кеплер, він виходив з припущення про еліптичність місячної орбіти і про вплив Сонця, яке викликає нерівності у русі Місяця. Після спостережень Місяця у різних фазах він зміг поліпшити константи в кількох місячних нерівностях і пояснити одну з нерівностей у довготі (так звану евекцію) за допомогою виявленого ним руху лінії апсид місячної орбіти і змінності ексцентриситету.
Дослідження Горрокса не були опубліковані за його життя. Лише в 1672—1673 Лондонське королівське товариство видало його праці. У 1662 Ян Гевелій опублікував його трактат про проходження Венери перед диском Сонця. Місячна теорія Горрокса була використана Джоном Флемстидом для складання таблиць руху Місяця. Подальші покращення в неї вніс Ісаак Ньютон. Нею користувалися для складання таблиць руху Місяця аж до середини XVIII століття.
Астероїд 3078 Горрокс названий на його честь.